# Phlogophora minor
Phlogophora minor är en fjärilsart som beskrevs av Cabeau 1925. Phlogophora minor ingår i släktet Phlogophora och familjen nattflyn. Inga underarter finns listade i Catalogue of Life.